# Песочня (приток Гжати)
Песочня — река в России, протекает в Зубцовском районе Тверской области и Гагаринском районе Смоленской области. Устье реки находилось ранее в 19 км по правому берегу реки Гжать, теперь река впадает в Вазузское водохранилище. Длина реки составляет 17 км, площадь водосборного бассейна 60,8 км².

## Данные водного реестра
По данным государственного водного реестра России относится к Верхневолжскому бассейновому округу, водохозяйственный участок реки — Вазуза от истока до Зубцовского гидроузла, без реки Яуза до Кармановского гидроузла, речной подбассейн реки — бассейны притоков (Верхней) Волги до Рыбинского водохранилища. Речной бассейн реки — (Верхняя) Волга до Куйбышевского водохранилища (без бассейна Оки).
Код объекта в государственном водном реестре — 08010100312110000001302.